# أينجل هارت
أينجل هارت (بالإنجليزية: Angel Heart)‏؛ تعني بالعربية قلب الملاك، هو فيلم رعب نفسي أمريكي صدر عام 1987، وهو مقتبس من رواية ملاك ساقط (بالإنجليزية: Falling Angel)‏ الصادرة عام 1978 للكاتب ويليام هورتسبيرغ. تمت كتابة الفيلم وإخراجه من قبل آلان باركر، كما أن الفيلم من بطولة ميكي رورك، وروبرت دي نيرو، وليزا بونيت، وشارلوت رامبلينغ. في الفيلم، يتم تعيين هاري أنجل (رورك)؛ وهو محقق خاص في مدينة نيويورك، لحل قضية اختفاء رجل يُعرف باسم جوني فافوريت، أخذه تحقيقه إلى نيو أورلينز، حيث يتورط في سلسلة من جرائم القتل الوحشية.
بدأ هورتسبيرغ بعد نشر الرواية في تطوير سيناريو لفيلم مقتبس، إلا أنه لم يجد استوديو كبير على استعداد لإنتاج نصه. عاد المشروع إلى الظهور في عام 1985، عندما لفت المنتج إليوت كاستنر انتباه باركر للكتاب. بدأ باركر العمل على نص جديد وأجرى بذلك عدة تغييرات من رواية هورتسبيرغ، كما التقى بماريو قصار وأندرو جي فاغنا واللذين وافقا على تمويل إنتاج الفيلم بقيمة 18 مليون دولار من خلال استوديو الأفلام المستقل كارلوكو بيكشرز. تم التصوير في نيويورك ونيو أورلينز، واستمر التصوير الرئيسي من مارس 1986 إلى يونيو من ذلك العام.
واجه الفيلم مشكلات قضايا الرقابة من جمعية الفيلم الأمريكي قبل أسابيع من عرضه المسرحي، وذلك بسبب وجود مشهد يُعَد من المحتوى الجنسي، أُجبر باركر على إزالة عشر ثوانٍ من اللقطات لتجنب تصنيف X وتأمين تصنيف R الذي أراده موزع الفيلم تري ستار بيكتشرز.

## طاقم العمل
- ميكي رورك في دور هاري آنجل.
- روبرت دي نيرو في دور لويس سايفر.
- ليزا بونيت في دور إبيفيني برودفوت.
- شارلوت رامبلينغ بدور مارجريت كروسمارك.
- ستوكر فونتليو في دور إيثان كروسمارك.
- براوني ماكغي بدور توتس سويت.
- مايكل هيغينز في دور دكتور ألبرت فاولر.
- إليزابيث ويتكرافت بدور كوني.
- تشارلز جوردون بدور سبايدر سيمبسون.
- دان فلوريك بدور هيرمان وينساب.
- كاثلين ويلهويت في دور ممرضة.
- بروت تايلور فينس في دور المحقق ديموس.

## الإنتاج

### تطوير الفيلم
بدأ ويليام هورتسبيرغ العمل على فيلم مقتبس بعد نشر روايته ملاك ساقط عام 1978، أخذ صديقه ريتشارد سيلبرت وهو مصمم الإنتاج نسخة الكتاب إلى المنتج روبرت إيفانز. نالت شركة باراماونت بيكتشرز حقوق الفيلم للرواية، حيث تم تعيين إيفانز لإنتاج الفيلم، وجون فرانكنهايمر لإخراج الفيلم، وهجورتسبرغ ككاتب السيناريو. تم استبدال فرانكهايمر لاحقًا بديك ريتشاردز، كان يُنظر إلى داستين هوفمان لتأدية الدور الرئيسي. بعد انتهاء صلاحية باراماونت للفيلم، ناقش جورتسبرغ المشروع مع روبرت ريدفورد وكتب مسودتين، ومع ذلك، شعر جورتسبرغ أنه لا يوجد استوديو أفلام على استعداد لإنتاج نصه، وقال: «حتى مع وجود [ريدفورد] خلف السيناريو، لم يكن مديرو الاستوديو مهتمين.» طالب الجميع «لماذا لا يكون له نهاية سعيدة؟».
في عام 1985، التقى المنتج إليوت كاستنر مع آلان باركر في استوديوهات باينوود لمناقشة تعديل الفيلم للرواية، وافق باركر على كتابة السيناريو بعد أن قرأ الكتاب. التقى مع جورتسبرغ في  قبل أن ينتقل إلى نيويورك، حيث كتب معظم السيناريو. بعد الانتهاء من المسودة الأولى في سبتمبر 1985، سافر باركر إلى روما، إيطاليا، حيث أحضر السيناريو إلى ماريو قصار وأندرو جي فاغنا. وافق المنتجان على تمويل الفيلم من خلال استوديو الأفلام المستقل الخاص بهما، والمدعو كارولكو بيكتشرز، تولى باركر التحكم الفني. بدأت مرحلة ما قبل الإنتاج للفيلم في يناير 1986 في نيويورك، حيث اختار باركر الفريق الفني، وجمع شمله مع العديد من مساعديه السابقين، بما في ذلك المنتج ألان مارشال، والمصور السينمائي مايكل سيريسين، ومشغل الكاميرا مايكل روبرتس، ومصمم الإنتاج برايان موريس، ومونتاج جيري هامبلينغ.

### تمثيل

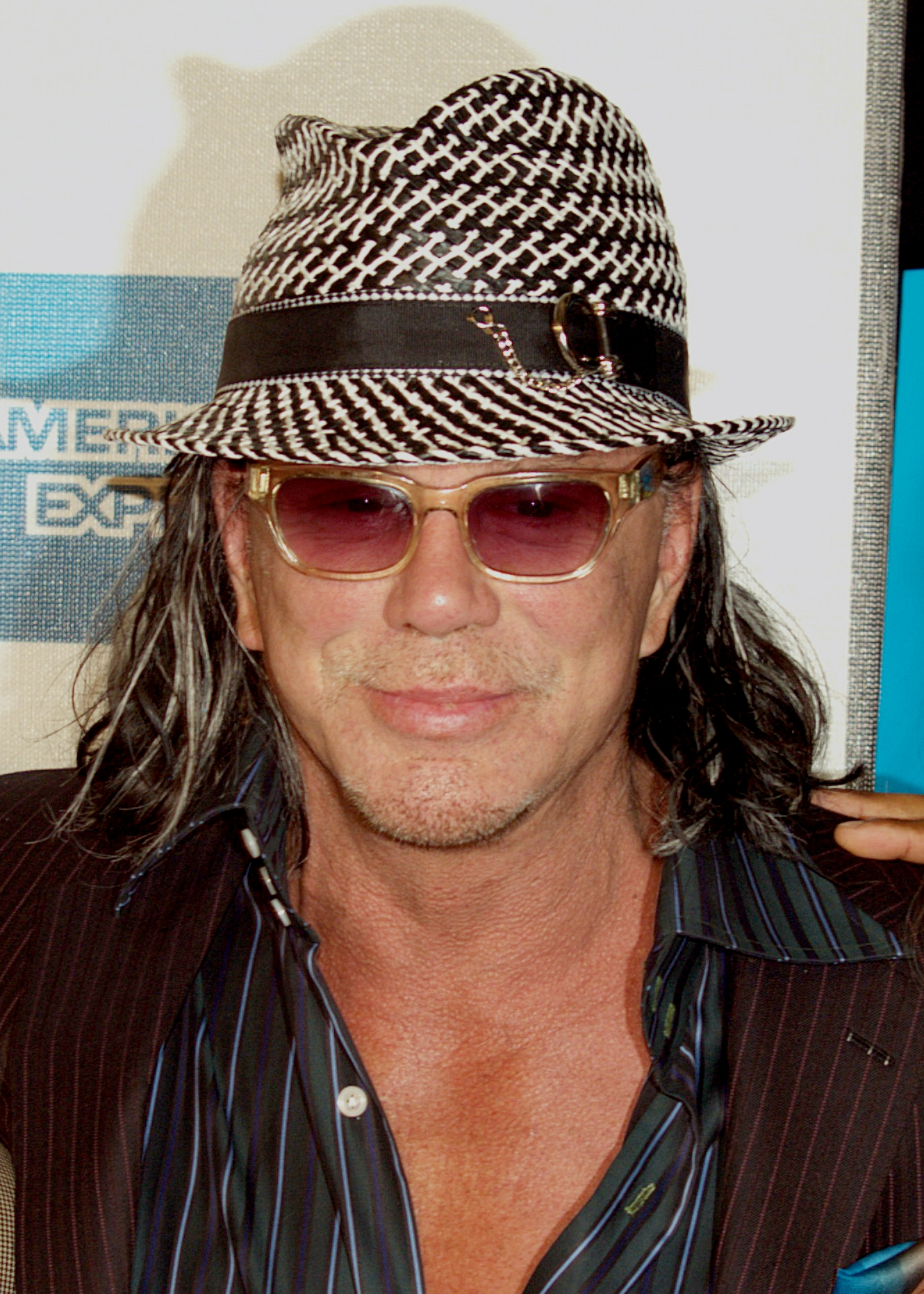
ميكي رورك، من أبطال الفيلم.

أراد باركر في الأصل أن يؤدي روبرت دي نيرو دور هاري أنجل، لكن أعرب الممثل عن رغبته في الظهور بمظهر رائع بصفته المتبرع الغامض لويس سايفر، ومع ذلك، لم يلتزم دي نيرو تمامًا بالدور إلا بعد مناقشات متكررة مع باركر، قال المخرج: «كنت أغازل [دي نيرو] للعب دور [سايفر] في أينجل هارت لعدة أشهر وقد التقينا عدة مرات - واستمر في قصفني بأسئلة تفحص كل نقطة وفاصلة في نصي. كنت قد مشيته عبر مواقع التصوير، وقرأ السيناريو جالسًا على أرضية كنيسة رطبة مهجورة في هارلم، وأخيراً حينها قال 'نعم'.»
تم النظر لجاك نيكلسون وميكي رورك أيضًا لتأدية دور أينجل. التقى باركر مع نيكلسون في لوس أنجلوس لمناقشة المشروع، قال باركر: "لقد قدمت عرضي وكان نيكلسون كريماً جداً، لكنه بدا مشتتاً جداً في ذلك الوقت... بدا أن فيلمي وإمكانية مشاركته انزلقتا من مجال تركيزه واهتمامه، ثم التقى باركر بميكي رورك، والذي بدوره أعرب عن اهتمامه الشديد بلعب دور أينجل، وحصل على الدور القيادي بعد لقاء باركر في نيويورك.
تم اختبار العديد من الممثلات لتأدية دور إبيفاني برودفوت قبل أن تنال ليزا بونيت الدور. اشتهرت بونيت بعد الفيلم بدورها في المسلسل الهزلي العائلي عرض كوسبي، كانت قد أثارت مشاركتها في أينجل هارت جدلًا كبيرًا، قبل تأمين دورها في الفيلم، ناقشت بونيت مع بيل كوسبي حول دورها في الفيلم، وشجعها بيل بعد ذلك على الظهور في الفيلم. ألقى باركر دور برودفوت إلى بونيت بناءً على مهاراتها وقوة اختبارها، لم يكن باركر على دراية بدورها في عرض كوسبي، قال باركر: «لم أستأجر [بونيت] بسبب برنامج عرض كوسبي»، «لم أشاهد العرض من قبل. لقد وظفتها لأنها كانت مناسبة للدور.» قال بونيت عند التحضير للدور: «لقد قمت بالكثير من التأمل والتحري، عَمِلتُ بَعض الأبحاثِ على الفودو، كان مسعاي الجاد أن أتخلى عن كل ما لدي من موانع، كان من الضروري جداً أن أتخلى عن ليسا وأترك إبيفاني تتولى الأمر.»
واجه باركر صعوبة في إيجاد ممثلة لدور مارغريت كروسمارك، وقال: «على الرغم من أن مارغريت جزء صغير في الفيلم، إلا أن الشخصية حاضرة في كل مكان في الحوار ويجب [الممثلة] أن يكون لديها التوازن الصحيح بين الطبقة والغرابة»، كما قال: «شاهدت العديد من الممثلات ولكن لم يكن هناك نجاحاً»، ثم اقترح رورك على الممثلة الإنجليزية شارلوت رامبلينغ الدور، وحصلت على الدور بعد اتصال باركر بها.
في يناير 1986، أجرى باركر تجارب أداء في ملهى ليلي في نيويورك يُعرف باسم ذا كاميكازي (بالإنجليزية: The Kamikaze)‏ مع أكثر من 1,400 شخص اختبروا لأدوار مختلفة، قال: «تمكنت من مشاهدة مشهد قصير مع 600 شحص أثناء تصفيتي لهم». تلقت الممثلة إليزابيث ويتكرافت دور كوني وهي الصحفية التي تساعد أنجل في تحقيقه، كان لإليزابيث دور صغير في فيلم باركر السابق بيردي، عقد باركر عروض أخرى في نيو أورليانز، حيث طلب من الموسيقيين المحليين اختبار أداء الأدوار المحتملة في الفيلم، كان كلارنس «غاتموث» براون وديكون جون مور من بين العديد من الموسيقيين الذين اختبروا لأدوار. تم اختيار مور لتأدية دور توتس سويت باندمايت، ثم عاد باركر إلى نيويورك، حيث قام بتجربة أداء لموسيقيين آخرين، بما في ذلك بو ديدلي وديزي غيليسبي. تم اختيار عازف جيتار البلوز؛ براوني ماكغي، أثناء التصوير الرئيسي للفيلم، وهو الذي يعزف توتس سويت.

### التصوير

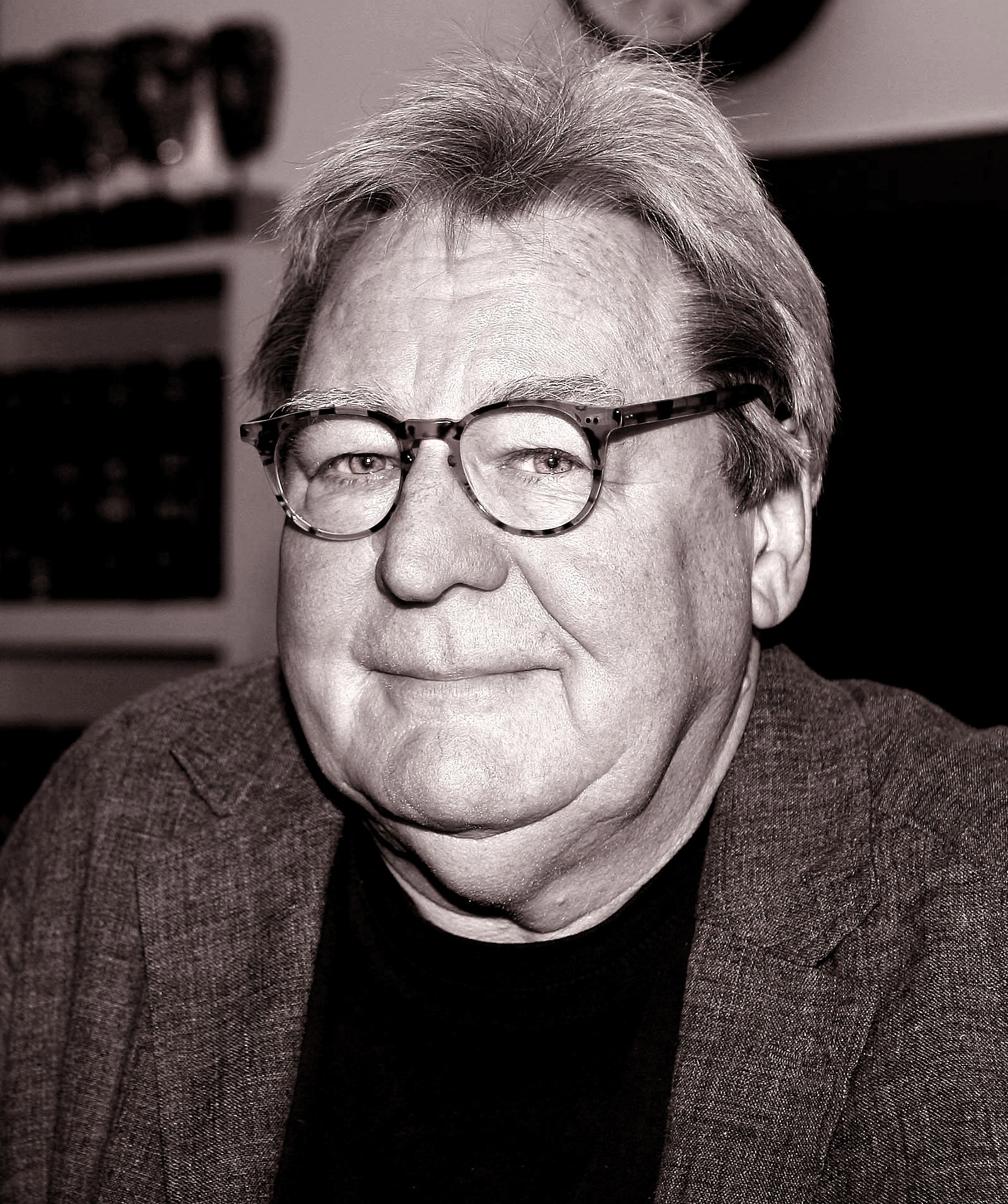
آلان باركر عام 2012.

بدأ باركر والمنتج ألان مارشال أثناء عملية التمثيل في استكشاف مواقع في مدينة نيويورك، ونظر المخرج إلى حي هارلم معتقداً أن الحي كان «غير مصور كما تم استخدام أجزاء أخرى من نيويورك استخداماً مفرطاً». في 20 يناير 1986، سافر المخرج إلى نيو أورليانز، حيث واصل كتابة النص. نظر باركر إلى المباني غير المستعملة التي تقع في شارع رويال والتي من شأنها أن تكون بمثابة فندق ومنزل مهجور في شارع ماغازين والذي سيكون بمثابة منزل مارغريت كروسمارك (رامبلينغ) في الفيلم، ثم عاد باركر إلى نيويورك، حيث نظر إلى جزيرة ستاتن وكوني آيلاند. اشترط نص باركر في إينجل هارت استخدام ما مجموعه 78 موقعاً للتصوير بين نيويورك ونيو أورليانز.
بدأ التصوير الرئيسي للفيلم في 31 مارس 1986، وانتهى في 20 يونيو 1986، بميزانية قدرها 18 مليون دولار. بدأ التصوير في شارع إلدريدج، مانهاتن، مدينة نيويورك، والذي كان بمثابة حي هاري أنجل. أمضى مصمم الإنتاج براين موريس وفريق الديكور شهرين في تصميم المواقع قبل التصوير، على أمل إعادة إنشاء نيويورك في خمسينيات القرن الماضي. بسبب الظروف الجوية الدافئة، تم استخدام شاحنات الثلج لصنع ثلج مزيف. انتقل التصوير بعد ذلك إلى مدينة ألفابيت في مانهاتن، حيث تم تصوير العديد من مشاهد الحانات ومشهد غرفة نوم أينجل الحميم مع كوني (ويتكرافت).
ثم انتقل فريق إنتاج الفيلم إلى هارلم لتصوير مشهد مطاردة خلال موكب قبل الانتقال إلى جزيرة كوني، حيث تعرض الممثلون وطاقم العمل لظروف جوية شديدة البرودة. لقد استخدم الموقع لتصوير مشهد حيث يشكك انجل في رجل يدعى ايزي (جورج باك) حول مكان وجود جوني فافوريت بينما تقف زوجة ايزي بو (جوديث دريك) في عمق المحيط، أُصيبت الممثلة الأصلية التي أدت دور بو عندما ضربت من قدميها بواسطة موجة أثناء أداء دورها، رفضت الممثلة إعادة تصوير المشهد، مما أدى إلى استبدالها بالممثلة دريك، والذي وجدها باركر ممثلة أفضل للدور.
عاد الإنتاج إلى مانهاتن لتصوير تسلسل المشاهد الافتتاحية، انتقل التصوير بعد ذلك إلى هارلم، نيويورك، حيث تم استخدام دار العجزة لتصوير مشهد يتضمن شخصية سبايدر سيمبسون (تشارلز جوردون)، عمل العديد من المسنين المقيمين فيه كإضافات للمشهد. في 17 أبريل 1986، انتقل فريق الإنتاج إلى جزيرة ستاتن لتصوير مشاهد خارجية وداخلية تتضمن شخصية دكتور فاولر (مايكل هيجينز)، ثم انتقل التصوير إلى هوبوكين، نيو جيرسي. من 28 أبريل إلى 29 أبريل 1986، عاد فريق إنتاج الفيلم إلى هارلم، حيث صور باركر مشهد رورك ودي نيرو في مهمة هارلم، قام الممثلان بعد ذلك بتصوير مشهد في مطعم لانزا الإيطالي الواقع في الجانب الشرقي.

## الإصدار

### شباك التذاكر
تم افتتاح أينجل هارت في أمريكا الشمالية بإصدار واسع في 6 مارس 1987، وزعته شركة تري ستار بيكتشرز. ظهر الفيلم لأول مرة في المركز الرابع في شباك التذاكر في عطلة نهاية الأسبوع، وحقق مبيعات تذاكر بقيمة 3,688,721 دولارًا من 815 شاشة، بمتوسط 4526 دولارًا لكل مسرح. بلغ إجمالي الناتج المحلي للفيلم 17.2 مليون دولار، مقابل ميزانية إنتاج قدرها 18 مليون دولار.

### استجابة الجمهور
أعطى موقع التعليقات روتن توميتوز تقييم الفيلم بنسبة 79٪ بناءً على عينة من 28 مراجعة، بمتوسط درجات 7.16 / 10. وقد أعرب مؤلف الرواية ويليام هورتسبيرغ عن تأييده لتكييف الفيلم، قائلاً: «كتب باركر نصاً ممتازاً وذهب إلى عمل فيلم لا ينسى، اختيار روبرت دي نيرو لشخصية سايفر كان لمسة رائعة». على الرغم من دعم بونيت في البداية لقرار الظهور في الفيلم، رفض بيل كوسبي على فكرة أن أينجل هارت هو «فيلم من إنتاج أمريكا البيضاء التي اختارت فتاة سوداء».

### الجوائز
تلقى أينجل هارت العديد من الجوائز والترشيحات بعد صدوره. في حفل توزيع جوائز جوبيتر العاشر، فاز ميكي رورك بجائزة جوبيتر لأفضل ممثل دولي عن أدائه في كل من أينجل هارت وفيلم صلاة للمحتضرين (بالإنجليزية: A Prayer for the Dying)‏ (1987). في حفل توزيع جوائز الفنان الصغير، فازت ليزا بونيت بجائزة أفضل نجمة شابة في صور متحركة. في حفل توزيع جوائز زحل الخامس عشر، على الرغم من أن الفيلم تلقى ثلاثة ترشيحات لجوائز زحل، إلا أنه فشل في الفوز بأي منها.
| الجائزة                    | الفئة                            | المستلمون والمرشحون | النتيجة |
| -------------------------- | -------------------------------- | ------------------- | ------- |
| جوائز زحل الخامسة عشر      | أفضل ممثل مساعد                  | روبرت دي نيرو       | رُشِّح     |
| جوائز زحل الخامسة عشر      | أفضل ممثلة مساعدة                | ليزا بونيت          | رُشِّح     |
| جوائز زحل الخامسة عشر      | أفضل كتابة                       | آلان باركر          | رُشِّح     |
| جوائز جوبيتر العاشرة       | أفضل ممثل دولي                   | ميكي رورك           | فوز     |
| جوائز الفنان الصغير التاسع | أفضل نجمة شابة في الصور المتحركة | ليزا بونيت          | فوز     |

## جزء جديد
في عام 2008، تم الإعلان أن المنتجين مايكل دي لوكا وأليسون روزنزويج ومايكل جيتا كانوا يطورون نسخة جديدة مخططة من أينجل هارت والتي ستنتجها شركة دي لوكا للإنتاج، وهي مايكل دي لوكا برودكشنز (بالإنجليزية: Michael De Luca Productions)‏. كان المنتجون قد نالوا حقوق الفيلم والرواية، أعرب دي لوكا عن إعجابه بالرواية، قائلاً: «إنها مزيج رائع من الأنواع مع صفقة عظيمة، وموضوعات عالمية مقنعة ومزيج نادر من الجاذبية الأدبية والتجارية.»

## وصلات خارجية
- أينجل هارت على موقع IMDb (الإنجليزية)
- أينجل هارت على موقع ميتاكريتيك (الإنجليزية)
- أينجل هارت على موقع روتن توميتوز (الإنجليزية)
- أينجل هارت على موقع نتفليكس (الإنجليزية)
- أينجل هارت على موقع قاعدة بيانات الأفلام العربية
- أينجل هارت على موقع ألو سيني (الفرنسية)
- أينجل هارت على موقع Turner Classic Movies (الإنجليزية)
- أينجل هارت على موقع أول موفي (الإنجليزية)
- أينجل هارت على موقع بوكس أوفيس موجو (الإنجليزية)
- أينجل هارت على موقع فيلمافينيتي (الإسبانية)